# Lokomotiva
 Ovo je glavno značenje pojma Lokomotiva. Za druga značenja pogledajte Lokomotiva (razdvojba).
Lokomotiva je vučno željezničko vozilo namijenjeno vuči ili guranju vučenih vozila (vagona). 

## Podjela lokomotiva
Lokomotive možemo podijeliti na više načina:
- prema vrsti pogona
- namjeni
- dosegu opsluživanja
- širini kolosijeka

Prema vrsti pogona lokomotive možemo podijeliti na: parne, dizelske, električne i turbinske.
Prema namjeni lokomotive možemo podijeliti na:
- putničke lokomotive - namijenjene su za vuču putničkih vlakova; razvijaju veću brzinu uz manju vučnu silu,
- teretne lokomotive - namijenjene su za vuču teretnih vlakova; razvijaju manju brzinu od putničkih lokomotiva ali zato imaju veću vučnu silu,
- univerzalne lokomotive - namijenjene su vuči teretnih i putničkih vlakova,
- manevarske lokomotive - namijenjene su za rad na željezničkim kolodvorima i postajama: rastavljaju i sastavljaju vlakove; u pravilu su manje od ostalih lokomotiva te razvijaju manju brzinu.

Prema dosegu opsluživanja lokomotive možemo podijeliti na lokomotive za lokalne te za magistralne pruge. Razlikuju se u maksimalnim brzinama i konstrukciji: lokalne su u pravilu lakše, slabije i sporije od lokomotiva za magistralne pruge.
Prema širini kolosijeka lokomotive možemo podijeliti na lokomotive za široki kolosijek (1668 mm, 1524 mm), normalni kolosijek (1435 mm) i uski kolosijek (1000 mm, 760 mm, 600 mm).

## Vanjske poveznice
- Lokomotiva Hrvatska tehnička enciklopedija, portal hrvatske tehničke baštine. LZMK